# Samba-Gueladio-Epos
Das Samba-Gueladio-Epos ist eine Legende aus Mauretanien, die seit 2024 als Immaterielles Kulturerbe gilt. 

## Handlung
Das Epos erzählt die Geschichte des Titelhelden Samba Gueladio (manchmal auch Samba Gueladio Djegui oder nur Samba Djegui), einem von seinem Onkel um den Thron betrogenen Königssohn. Laut der Legende beging er Heldentaten, wie das Töten eines Monsters. Dies verhalf ihm zu Allianzen, die ihm die notwendige militärische Stärke verschafften, den Thron zurückzuerobern. Er stellte sich am Ende der Kämpfe seinem Onkel im Kampf Mann gegen Mann und besiegte ihn. Er tötete ihn jedoch nicht und gilt somit nicht nur als Vorbild in Hinblick auf die Ideale von Durchhaltevermögen und Mut, sondern auch in Hinblick auf seine Großzügigkeit.

## Überlieferung und heutige Bedeutung
Das Samba-Gueladio-Epos wurde vor allem in der Region von Fouta Toro durch Erzählungen und Gesang überliefert. Es wurde und wird bei Hochzeiten, Geburten und anderen Festen der örtlichen Gemeinschaften vorgetragen. Auch Griots zählen die Legende zu ihrem Repertoire. Ihre populären Melodien tragen dazu bei, dass junge Leute sich so mit der Geschichte ihres Landes beschäftigen und die Ideale des Epos lernen. Auch moderne afrikanische Sänger veröffentlichten Lieder über Samba Gueladio, so schrieb Baaba Maal ein Lied über Samba Djegui, das allerdings das Epos nicht wiedergibt, sondern nur den Titelhelden ehrt. Auch Ali Farka Touré und Toumani Diabaté veröffentlichten auf ihrem letzten gemeinsamen Album einen Song mit dem Titel Samba Guéladio.
Schriftlich wurde das Epos unter anderem 1927 in der Anthologie Nègre von Blaise Cendrars veröffentlicht.
Im Dezember 2024 wurde das Samba-Gueladio-Epos vom zuständigen multinationalen Komitee der UNESCO in die Liste des Immateriellen Kulturerbes aufgenommen.